# Microdon mynthes
Microdon mynthes är en tvåvingeart som beskrevs av Seguy 1953. Microdon mynthes ingår i släktet myrblomflugor, och familjen blomflugor.
Artens utbredningsområde är Guinea. Inga underarter finns listade i Catalogue of Life.